# Barrique bordelaise

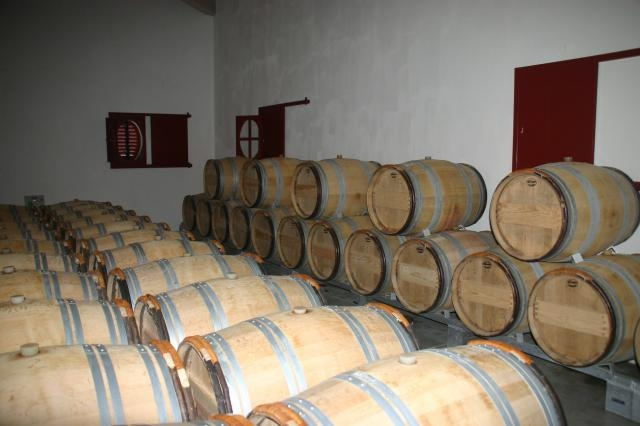
Barriquer på Château Haut Bailly i Bordeaux

Barrique bordelaise eller bara Barrique är de traditionella franska ekfaten från Bordeaux som används för att lagra och jäsa vin. Ett riktigt fat skall rymma 225 liter och är helt oumbärligt för att skapa kvalitetsvin då fatet bidrar med mycket arom och framtida lagringsegenskaper till vinet.
Fransk ek är det vanligaste träslaget i faten men i till exempel Riojaviner används amerikansk vitek (Quercus alba) vilket bidrar till att ge detta vin dess karaktäristiska vanilj-smak. Den franska eken kommer från två trädarter, som båda också växer i Sverige. Dels det träd som i Sverige kallas för "vanlig ek" (Quercus robur) och dels bergek (Quercus petraea eller Quercus sessiflora).
Finast är att använda helt nya ekfat för lagringen av vin men ofta används även begagnade fat som bränns ur och används på nytt.
Ordet Barrique betyder helt enkelt fat eller tunna på franska.